# Твенджан ччигэ

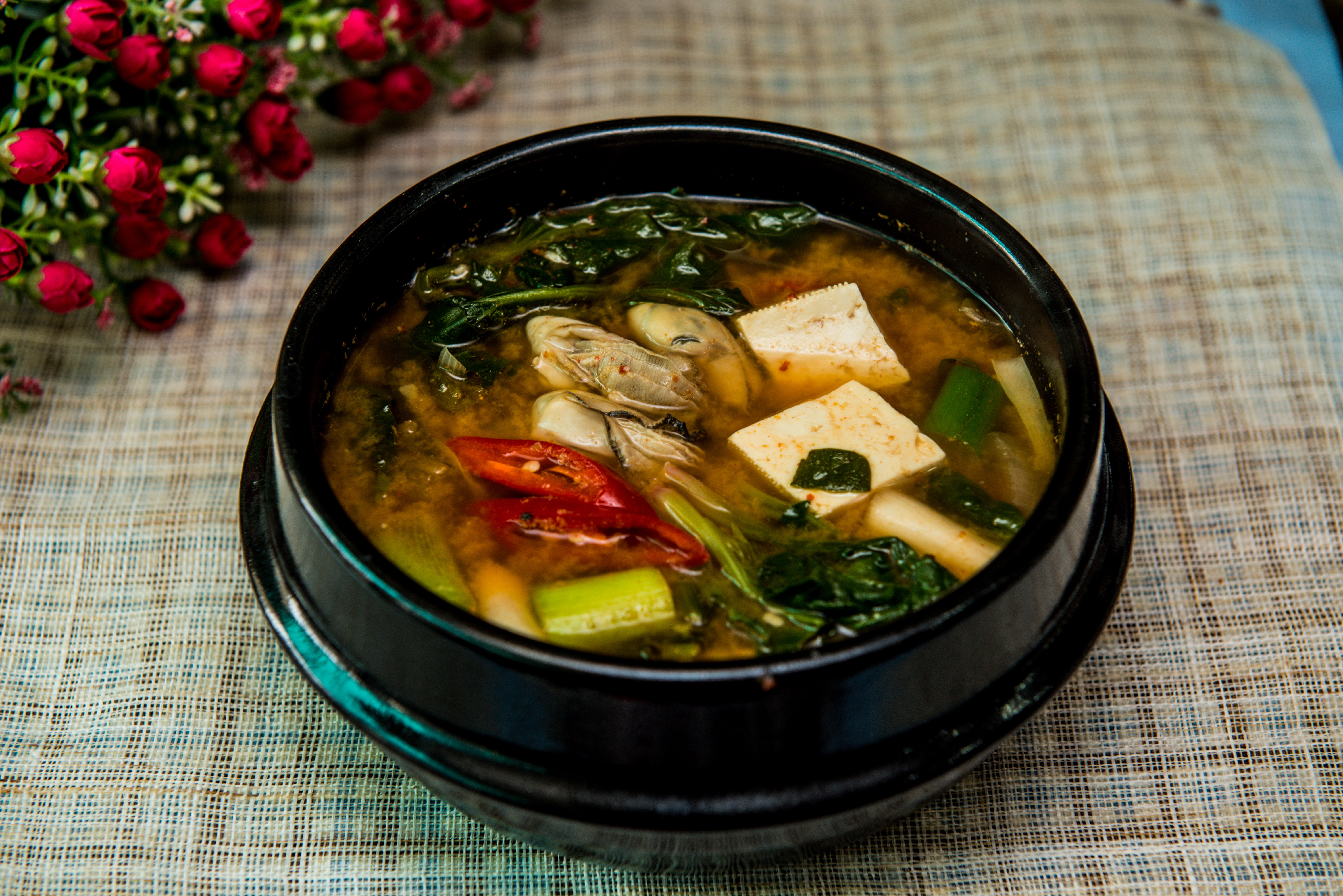
Твенджан ччигэ

Твенджан ччигэ (кор. 된장찌개) — корейское национальное блюдо, представляющее собой рагу, приготовленное с использованием соевой пасты твенджан. Является одним из самых популярных корейских блюд. Среди дополнительных ингредиентов могут использоваться овощи, тофу, грибы, мясо и т. д. Блюдо часто путают с твенджангуком. Твенджан ччигэ отличается более густой консистенцией и большим количеством ингредиентов, поэтому подается в качестве самостоятельного блюда, тогда как твенджангук подается в паре с отварным рисом. Среди корё-сарам блюдо известно под названием пуктяй.

## Приготовление
Приготовление твенджан ччигэ состоит из двух этапов: варка бульона и последующее добавление ингредиентов.
Основу готовят, добавляя в кастрюлю с водой сушеные анчоусы и белую редьку, и кипятят около 15 минут. Далее добавляют основной ингредиент блюда — соевую пасту твенджан — и тщательно перемешивают. Бульон кипятят ещё 10-20 минут перед тем, как достать анчоусы из бульона.
Затем в бульон добавляют ингредиенты в следующем порядке: сначала кладут картофель и цуккини, проваривая их до полной готовности, затем репчатый лук, зелёный лук и тофу. Процесс заканчиваются добавлением рубленого чеснока для более насыщенного вкуса.